# ميوتيز (إنزيم)
ميوتيز (بالإنجليزية: mutase)‏ هو إنزيم من عائلة الإنزيمات التصاوغية التي تحفز انتقال المجموعات الوظيفية من موقع إلى آحر ضمن نفس الجزيء.ومن الأمثلة على هذا النوع من الإنزيمات إنزيم ثنائي فوسفوغليسيريت ميوتيز والذي يوجد في خلايا الدم الحمراء وأيضا إنزيم فوسفوغليسيريت ميوتيز و الذي يساهم في عملية التحلل السكري حيث يحول الفسفوغليسيريت إلى 2-فوسفوغليسيريت.عمله بالتحديد هو تحريك مجموعات الفسفات ضمن جزيء واحد مثل إنزيم فوسفوغليسيريت ميوتيز وليس نقلها من جزيء إلى آخر.